# DJMAX TECHNIKA TUNE
《DJMAX TECHNIKA TUNE》(디제이맥스 테크니카 튠)은 2012년 4월 13일에 공개되고 같은 해 9월에 출시된 플레이스테이션 비타 전용 게임 소프트로 제작사는 펜타비전, 발매사는 네오위즈 모바일이다. 펜타비전의 아케이드 게임인 DJMAX TECHNIKA의 포터블 버전이다.
펜타비전이 네오위즈 산하로 완전히 흡수된 다음에 나온 첫 DJMAX 시리즈이다. 게임물관리위원회 홈페이지에서 조회해 보면 이전까지는 펜타비전의 이름으로 심의를 받았지만, 본 작품은 네오위즈모바일 이름으로 심의가 인증되어 있다. 실제 개발은 네오위즈 흡수 전부터 이루어진 것으로 보이며 이 작품을 마지막으로 펜타비전은 완전히 해체되고 DJMAX TECHNIKA Q부터는 펜타비전이라는 이름의 흔적을 찾을 수 없게 되었다.
국내판 물량은 2015년부터 전부 팔린 상태. 펜타비전이 망했기 때문에 염가판이나 추가 생산은 없다. 일본이나 북미는 집계조차 되지 않는다. 다만 일본에서는 BEST HIT판까지 나온 걸로 보아 꽤나 괜찮게 팔린 모양이다.

## 발매 전 정보
2011년 9월 8일, 루리웹을 통해 최초로 공개되었으며, 2011년 12월 17일 출시된 PS Vita 플랫폼으로 발매된다는 사실이 밝혀졌다. 현재까지 공개된 자료를 토대로 보면 DJMAX TECHNIKA 시리즈와 DJMAX Portable 시리즈를 합친 스핀오프 작품으로 볼 수 있으며, 포터블 시리즈보다는 테크니카 시리즈에 가깝다. DJMAX TECHNIKA 3이 첫 공개된 다음 날 마찬가지로 첫 정보가 공개되었다. 이 날 확인된 정보에 따르면 PS Vita의 전면 터치스크린과 후면 터치패드를 이용한 오리지널 조작 방식을 가지며, 수록곡 수는 67곡으로 포터블 시리즈 최다 수록곡이었던 DJMAX Portable Hot Tunes의 65곡을 넘어섰다.
시큰둥한 반응이 나왔던 DJMAX TECHNIKA 3과는 대조적으로 드디어 올 것이 왔다는 평이 대부분. 다만 아이패드용으로 나오길 바랬던 사람들은 실망이 꽤 큰 분위기. 사실 BGA 용량과 그에 따른 트래픽을 생각하면 아이패드 뿐만 아니라 다른 어떤 스마트폰에서도 무리이다. 이는 테크니카1 때도, 테크니카2 루머에서도 지적된 것이다. 또한 2011 Pentavision New Challenge가 2008년 진행되었던 DJMAX 시리즈의 메트로 프로젝트와 비슷한 한번에 3~4개 정도의 게임을 연속 발매하는 프로젝트라면 수많은 버그나 그에 대한 미숙한 대응 등으로 탈이 많았던 메트로 프로젝트의 전철을 다시 밟는 건 아닌지 우려하는 목소리도 많았다. 하지만 이후에 발표된 작품은 하나도 없는데다가 DJMAX TECHNIKA 3의 개발이 끝났기 때문에 이후에는 이 작품의 개발에 집중한 것으로 보인다.
2012년 4월 13일에 정식 명칭이 DJMAX TECHNIKA TUNE으로 확정되었다. DJMAX TECHNIKA 2를 기반으로 DJMAX TECHNIKA 3의 시스템을 접목한 형태라고 한다. 2012년 여름 발매를 목표로 제작중이었으나, 결국 9월로 연기되었으며 DLC를 도입할 예정이라고. 물론 유저들은 벌써부터 현기증이 나고 있다. 그리고 3S처럼 TechnikaTune이라는 유튜브 계정으로 이전 버전들의 BGA를 올리기 시작했다.
안타깝게도 메트로 프로젝트때부터 불거졌던 해외로의 정보 선공개 논란이 이번 작에서도 재현되고 말았다. 특히나 이번작은 해외에 선공개된 정보가 꽤 많아서 국내 팬들의 원성이 큰 상황. 게다가 당초 여름이던 발매예정일이 해외발매일과 크게 차이나지 않는 9월 20일로 결정되면서, '국내에서 세계 최초로 발매'라는 펜타비전측의 발언이 빛이 바래는 상황이 되어버렸다.
2012년 8월 9일 한정판 정보가 공개되었다. 한정판 구성은 OST 2CD, 비쥬얼북인 TUNE BOOK, PS Vita용 파우치 및 아머 게임 케이스, 벅스 상품권, 핸드스트랩 & 액정 클리너로 이루어지며 초회판은 저기서 파우치만 포함된다. 예약 판매는 2012년 9월 7일 19시에 이루어지며 수량은 2,000개 한정으로 판매된다. 가격은 한정판은 89,000원 초회판 55,000원, 일반판은 52,000원이다.
2012년 9월 7일 19시 정각부터 예판이 시작되었으며, 판매 개시 후 약 2분 후인 19시 2분경 모두 매진되었다. 국내 비타 유저수 혹은 한정판에 대한 유저 반응 등을 보았을 때 생각보다 꽤 빠른 매진이라는 평. 그리고 여기저기에서 고가에 올려놓는 사람들이 출몰하고 있다. 이와중에 무작정 까기에 바쁜 몇 루리웹 오덕들은 2천개 수량이 조작이라고 주장하고 있다. 그런데 두 쇼핑몰에서 9시경까지 중간중간 번갈아가며 간헐적으로 물량이 풀려서 구매자들을 낚았다. 그런데 게임콘에서 문제가 났는데, 월요일이 되자 결제방식을 무통장입금으로 한 사람들의 주문이 취소되는 사태가 일어났다. 주말이 껴서 입금확인이 되지 않았음에도 쇼핑몰 프로그램설정을 잘못해서 당초 고지했던 입금기한이 되지 않았음에도 프로그램이 자동으로 취소해 버린 것. 이는 일일이 확인작업을 해서 복구해주었다.
9월 15일(토)과 16일(일) 이틀간 서울 삼성동 COEX Mall 내 이벤트코트에서 PS Vita의 시연행사를 가졌는데, 본 타이틀이 중점적으로 시연되었다.# 또, 현장에서 ‘DJ MAX TECHNIKA TUNE’을 시연한 사람들 가운데 일정 점수 이상을 획득한 사람들에게는 PS Vita ‘크리스털 화이트’ 등이 걸린 경품 응모권을 증정하며, 최고점을 획득한 사람에게도 경품이 있다고 한다.
신곡 수록이 적은 대신, 이미 테크니카2에서 리뉴얼됐던 피아노 협주곡 1번과 Brandnew Days를 제외한 온라인 ~ 포터블2 수록곡의 BGA가 모두 리뉴얼되었다. 여기에 Thor도 BGA 변경.
도쿄 게임쇼 2012에 전시되기도 했다. 담당은 테크니카의 아케이드 정발을 하고 있는 코나미가 했다.

## 체험판 및 시연회 관련정보
네오위즈와 코나미 그리고 소니 컴퓨터 엔터테인먼트 코리아에서 이 게임의 시연회를 몇 차례 개최하였다. 시연회에서는 본 게임의 체험판을 체험할 수 있었다.
시연회가 열린 일자와 장소는 아래와 같다.
- 2012년 8월 31일~9월 2일, 경기기능성게임페스티벌
- 2012년 9월 15일~9월 16일, COEX
- TGS 2012
- 2013년 겨울 대명리조트 비발디파크 스키장 시즌 기간 동안 비발디파크 스키월드 2층 커피앤스무디에서 시연 기회를 제공하였다.[4]

체험판에서는 프리스타일 모드만 플레이가 가능하고, 스타 ,팝, 클럽 모드는 플레이가 불가능하다.
체험판 수록곡은 아래와 같다.
- 카라 - Pretty Girl NM, HD
- AstroKid - Shining My Boy NM
- 3rd Coast - My Heart, My Soul NM
- Mr. Thoro - In the Tdot HD
- Jessica Wolff - You should get over me HD

## 게임 모드
테크니카와 비슷하게 초보자-중급자-상급자용 모드가 있다.
차이점이라면 PS Vita의 5인치 화면으로는 사실상 4라인 플레이가 불가능하기에 전 모드 3라인이라는 것. 실제로 해 보면 3라인으로도 노트 크기는 꽤 작은 편이라 노트를 손가락 끝으로 건드리는 느낌. 아케이드와는 다른 감각의 플레이가 필요하다.
- STAR MIXING

전면 터치패드만을 사용하며 난이도가 낮은 초보자용 모드. 총 3스테이지를 플레이하게 된다.
- POP MIXING

전/후면 터치패드 모두 사용하는 중급자 모드로 역시 3스테이지. 당연히 난이도는 STAR보다 높다.
- CLUB MIXING

전/후면 터치패드 모두 사용하는 상급자 모드. 테크니카의 클럽 믹싱과 같이, 세 곡을 선택하면 그 세 곡이 어느 위치였는지에 따라 네번째 곡이 결정된다. 클럽 패턴과 함께 일부 곡은 EX 패턴까지 존재한다.
- FREE STYLE

디제이맥스 포터블 전통의 프리스타일 모드로 전작들과 같이 콤보가 끝없이 이어지며 모드를 바꾸어가며 플레이 가능하다.

## 전체적인 평론
플레이스테이션 비타의 기능을 활용해 비주얼에서는 문제가 없었다.
시리즈의 전통이라고 조롱당했던 버그도 거의 없는 수준으로 게임의 완성도 면에서는 정말 오랜만에 문제가 없었던 작품이다.
고난도 채보와 간접미스 등의 시스템, 열일하는 해금 시스템 등으로 DJMAX Portable 3에서 절정에 달했던 매니아 지향 게임성도 Vita라는 새 플랫폼, 터치 인터페이스에 생소한 포터블 시리즈 게이머에 중점을 두어 적절한 난이도, 관대한 판정, 정직한 해금 등으로 변경하여 누구나 수월한 진행이 가능해졌다.
오리지널 컨텐츠 부족, 리뉴얼 BGA의 아쉬운 퀄리티는 해당 정보가 이미 출시 전에 널리 퍼져있어서 출시 후엔 그렇게 부각되지 않았으며, 수가 점점 줄어들고 있는 오락실을 찾아 DJMAX TECHNIKA 3를 플레이하는 게이머와 고가의 PS Vita를 소유한 게이머의 층이 크게 겹치지 않아서 디제이맥스 테크니카 2 ~ 디제이맥스 테크니카 3에서만 할 수 있는 곡들과 테크니카의 방식 자체가 신선하게 받아들여지는 듯.
그러나 기존 포터블 시리즈와는 다르게 버튼을 사용하지 않고 화면 터치와 후면 터치로만 진행하는데, 높은 빈도의 후면 터치와 마주치면 PS Vita를 도대체 어떻게 잡아야 하는지 고민하게 된다. 실제로 테크니카 튠 파지법이라며 왼손으로 들고 하기, 손 위에 비타를 올려놓고 하기, 양손으로 하기 등 별의별 기상천외한 파지법이 각종 커뮤니티에서 등장했다. 게다가 5인치 화면을 위아래로 양분할한 작은 플레이 공간에 3줄의 노트를 배치하고 멀티터치까지 집어넣는 짓을 해버렸다. 특히 멀티 터치 조작의 경우 손가락이 두꺼운 사람은 치기가 정말 힘들다는 평. 이 괴랄한 조작법을 단적으로 보여주는 곡이 Sound Lab 클럽의 Shining My Boy 엑스트라 패턴으로, 곡 자체의 난이도가 엄청 어렵다고는 할 수 없지만 첫번째줄은 일반노트, 세번째줄은 슬라이드 노트가 나와서 이걸 치기 위해선 손을 가위자로 벌리고 검지와 중지로 멀티터치를 한 다음 손가락 하나를 때면서 다른 손가락으론 슬라이드를 이어가야 한다. 아마 역대 최악의 조작감을 가진 비타 게임으로 남을 듯 하다. 유일하게 사용하는 버튼이 피버를 발동하는 오른쪽에 있는 O버튼인데, 덕분에 왼손으로 비타잡고 하는 플레이어는 피버버튼의 혜택을 못본다.옵션 메뉴는 장식입니다 게다가 튜토리얼이나 매뉴얼 그 어디에도 O버튼으로 피버를 발동할 수 있다는 사실을 알려주지 않기 때문에 모르고 플레이하는 유저들도 많다. 다만 조작법 부분도 개인차가 나는듯 하다. 불편해하는 사람이 많은 반면 불편함 없이 플레이를 잘 하는 유저도 더러 있다.
난이도와 해금조건이 수월해진 만큼 50레벨까지만 가면 사실상 게임의 내용은 모두 즐기게 되며 그 볼륨이 부족한 점도 지적된다. 기존의 포터블 시리즈에서 보통 5종류의 버튼 모드별로, 각각 2개 이상의 난이도의 채보가 제공되어 한 곡으로도 5~8가지의 플레이를 해 볼 수 있지만, DMTT의 경우는 곡당 3~4가지의 난이도만 제공되므로 곡 수가 많아도 즐길거리는 적어진 것이 이유. 보상이 걸린 미션 모드, 색다른 조건을 만족시키면 나오는 해금 시스템 대신 레벨로만 모든 요소가 해금되는 것은 플레이타임에 거의 비례하기에 정직하긴 하지만 한편으로는 기대감 없이 심심해지고, 도전의식을 일으키게 하지는 못한다. 트로피 시스템을 도입하기는 했는데, 그게 게임내의 보상과 연결이 안되는것도 아쉬운 부분. PSN을 이용한 인터넷 랭킹이 이 부분을 보완하긴 하지만, 모든 채보마다 랭킹을 확인할 수 있는 오락실용 DJMAX TECHNIKA 시리즈와는 달리 난이도의 전 채보의 점수 합 랭킹, 프리스타일 맥스콤보 랭킹만 제공되어 부족한 모습을 보인다.
또 하나의 문제점으로는, 곡별 점수체계가 레벨의 영향을 받는다는 점. 즉, 플레이어의 레벨이 높아질수록, 똑같은 정확도로 곡을 플레이해도 더 높은 점수를 받는다. 즉, 진정한 스코어링을 한다면 99레벨(만렙)을 찍고 들어가야 한다는 전제가 들어가는 셈. 계속적으로 경신되는 스코어를 통해 라이트 유저층의 흥미 유도를 위한 의도라는 말이 있지만, 라이트 유저의 경우는 스코어링에 큰 의미를 두지 않으며, 스코어에 신경쓰는 유저들은 대부분 코어 유저들인데, 코어 유저들에게 일단 99레벨부터 찍고 랭킹작업 하라고 하는 셈이라, 분명히 문제가 있는 점수체계라는 의견이 많다. 더군다나 99레벨에 해금되는 Shining My Boy의 DJ 아이콘 로시(피버 +50%)와 SON OF SUN 노트(피버 +50%)의 조합으로 피버+100%(X2)가 된 99레벨에서만 점수를 최대한으로 끌어올릴 수 있다. 다만 테크니카 튠의 레벨업 필요 경험치가 비교적 낮은 편이라 99레벨 달성이 크게 어렵지는 않다는 것이 그나마 위안이다.
이런저런 이유로 몇몇 문제점들은 보이지만, DJMAX 시리즈의 고질적인 문제였던 코어 유저 위주의 밸런싱에서 벗어나 라이트 유저의 시각을 많이 바라봐 준 점, 플레이에 지장을 주는 버그 등이 거의 없다는 점 등으로 발매 이후의 평가는 꽤 좋은 편이며, 특히 라이트 유저들에게 어필한다는 평. 다만 시스템적으로 라이트해진 탓에 코어 유저들에게는 즐길 거리가 너무 빨리 떨어지며, 하루 빨리 DLC로 추가 컨텐츠를 내놓아야 한다는 평도 동시에 듣고 있다.
2012 대한민국 게임대상에서 PC/비디오게임 부문 우수상(문화체육관광부장관상) 수상. 게임이 잘 나온 것도 이유지만, 경쟁이 피튀기는 모바일이나 온라인 부문과 달리 PC/비디오게임 부문은 후보 강제 단일화였다.
하지만, 출시 후 3개월 이상 지나도록 DLC에 대한 소식이 없었다. 2012년 들어 모기업인 네오위즈가 대규모 구조조정을 거치고 있는데 펜타비전 역시 여파를 피할 수 없는 것으로 보인다. 엎친데 덮친 격으로 펜타비전이 멸망하면서 테크니카 튠은 결국 DJMAX Trilogy보다 훨씬 빨리 수명이 끝나버리고 말았다. 그나마 트릴로지는 1년 뒤에라도 메트로 팀에 의해 어느정도 사후지원이 되면서 메트로곡 몇곡이 이식되기라도 했지, 테크니카 튠은 그런거 단 하나도 없이 처참하게 버려졌다. 그리고 텤큐가 나오면서 확인사살. 대부분의 유저들은 튠 DLC로 나와야 할 곡을 희생해서 Q로 냈다며 분노하고 있다.
구매한 유저들 입장에서는 분노가 치밀어 오르는 천인공노할 불성실이지만 테크니카 튠 발매 이후의 상황을 생각해보면 이해가 가지 않는 것도 아니다. 발매 이후 평가도 좋고 상도 받았지만 펜타비전이 해체됐기에 사실상 버려졌다. 구조조정의 여파라고는 하지만 시리즈의 견인차 역할을 해주길 바라며 이것저것 준비를 많이 한 것에 비하면 참담한 결과. 디맥 시리즈의 명이 끊길 뻔했다는 점까지 생각하면 흑역사라고 생각할 수 있을 정도이지만, 시기가 안 좋아도 너무 안 좋았다 밖엔 별 말이 없다.

## 인용
1. ↑  Spencer, 2012년 6월 26일, DJMax Technika Tune Set For September Release In Japan, Siliconera
2. ↑  Ishaan, 2012년 9월 21일, DJMax Technika Tune Gets An Expensive Limited Edition In North America, Siliconera
3. ↑  http://ruliweb.daum.net/news/view/41824.daum
4. ↑  http://review.chosun.com/m/article.html?contid=2013011101851
5. ↑  “DJMAX Technika Tune for PlayStation Vita”. GameRankings. 2015년 2월 15일에 확인함.
6. ↑  “DJMAX Technika Tune for PlayStation Vita Reviews”. Metacritic. 2015년 2월 15일에 확인함.
7. ↑  Josh Tolentino (2013년 1월 27일). “Review: DJMAX Technika Tune”. Destructoid. 2019년 6월 5일에 원본 문서에서 보존된 문서. 2015년 2월 15일에 확인함.
8. ↑  Eric L. Patterson (2012년 12월 12일). “EGM Review: DJMax Technika Tune”. EGMNOW. 2013년 5월 21일에 원본 문서에서 보존된 문서. 2015년 2월 15일에 확인함.
9. ↑  Sal Romano (2012년 9월 18일). “Famitsu Review Scores: Issue 1241”. Gematsu. 2015년 2월 15일에 확인함.
10. ↑  JC Fletcher (2012년 12월 12일). “DJMax Technika Tune review: Let your fingers do the dancing”. Joystiq. 2015년 2월 15일에 원본 문서에서 보존된 문서. 2015년 2월 15일에 확인함.
11. ↑  Peter Willington (2013년 1월 2일). “DJMAX Technika Tune review - PlayStation Vita reviews”. Pocket Gamer. 2015년 2월 15일에 확인함.
12. ↑  Matt Mirkovich (2013년 1월 9일). “DJ Max Technika Tune Review”. Gaming Nexus. 2015년 2월 15일에 확인함.